# Freddy Paquet
Freddy Paquet (Mont-Gauthier, 4 augustus 1946 - Aye, 10 mei 2012) was een Belgische politicus voor de PS. Hij was burgemeester van Rochefort.
Paquet was leraar wiskunde en informatie. Hij werd actief in de gemeentepolitiek en in 1983 werd hij gemeenteraadslid. In 1995 werd hij eerste schepen onder burgemeester François Bellot. Bellot deelde de legislatuur met hem en gaf in 1998 het burgemeesterschap door aan Paquet. Paquet bleef de tweede helft van de legislatuur burgemeester, tot 2000. Hij was ook een tijd provincieraadslid.
Na de verkiezingen werd vanaf 2001 Bellot weer burgemeester en Paquet werd weer gewoon gemeenteraadslid tot 2006. In 2007 verliet hij de politiek. Na zijn pensioen hield hij zich onder meer bezig met zijn hobby, het bijenhouden, en werd voorzitter van de imkerij van Rochefort. Hij overleed in 2012 aan een hartaanval.